# El Portezuelo (Tegueste)
El Portezuelo es una entidad de población perteneciente al municipio de Tegueste, en la isla de Tenerife —Canarias, España—.

## Características
El Portezuelo se encuentra situado en el Valle de El Socorro, en la parte alta del municipio. Se encuentra situado a aproximadamente ocho kilómetros del casco urbano de Tegueste y alcanza una altitud media de 465 m s. n. m.
Está formado por los núcleos de Nombre de Dios, Padilla Alta, Padilla Baja, Portezuelo Alto y Portezuelo Bajo.
Cuenta con el CEIP Francisca Santos Melián, una iglesia, un tanatorio, el centro social Sociedad Unión de Amigos, el centro cultural El Portezuelo, el centro de eventos La Cava del Valle, Red de Internet Rural y Telecentro en el colegio de El Portezuelo, el centro de día de menores Besay, parques infantiles, plazas públicas, un parque público e instalaciones deportivas, así como bares y restaurantes.

## Demografía
| Año        | 2000 | 2001 | 2002 | 2003 | 2004 | 2005 | 2006 | 2007 | 2008 | 2009 | 2010 | 2011 | 2012 | 2013 | 2023 |
| ---------- | ---- | ---- | ---- | ---- | ---- | ---- | ---- | ---- | ---- | ---- | ---- | ---- | ---- | ---- | ---- |
| Habitantes | 1640 | 1691 | 1509 | 1510 | 1517 | 1491 | 1468 | 1458 | 1458 | 1452 | 1443 | 1446 | 1499 | 1529 | 1680 |

## Fiestas
En la localidad se celebran fiestas en honor al Sagrado Corazón de Jesús y a San Antonio Abad del 25 de julio al 1 de agosto, desarrollándose actos religiosos y populares. Entre estos actos destacan el paseo Romero de San Antonio Abad, durante el cual los tradicionales barcos, los carros, el ganado y las agrupaciones folclóricas recorren las calles del barrio, así como el Festival Folclórico.

## Comunicaciones
Se llega al barrio principalmente a través de la carretera Portezuelo-Las Toscas TF-154.

### Transporte público
El barrio cuenta con una parada de taxi en el Camino del Portezuelo.
En autobús —guagua— queda conectado mediante la siguiente línea de TITSA: 
| Línea | Trayecto                                | Recorrido     |
| ----- | --------------------------------------- | ------------- |
| 052   | La Laguna - Las Toscas (por El Socorro) | Horario/Línea |

## Galería

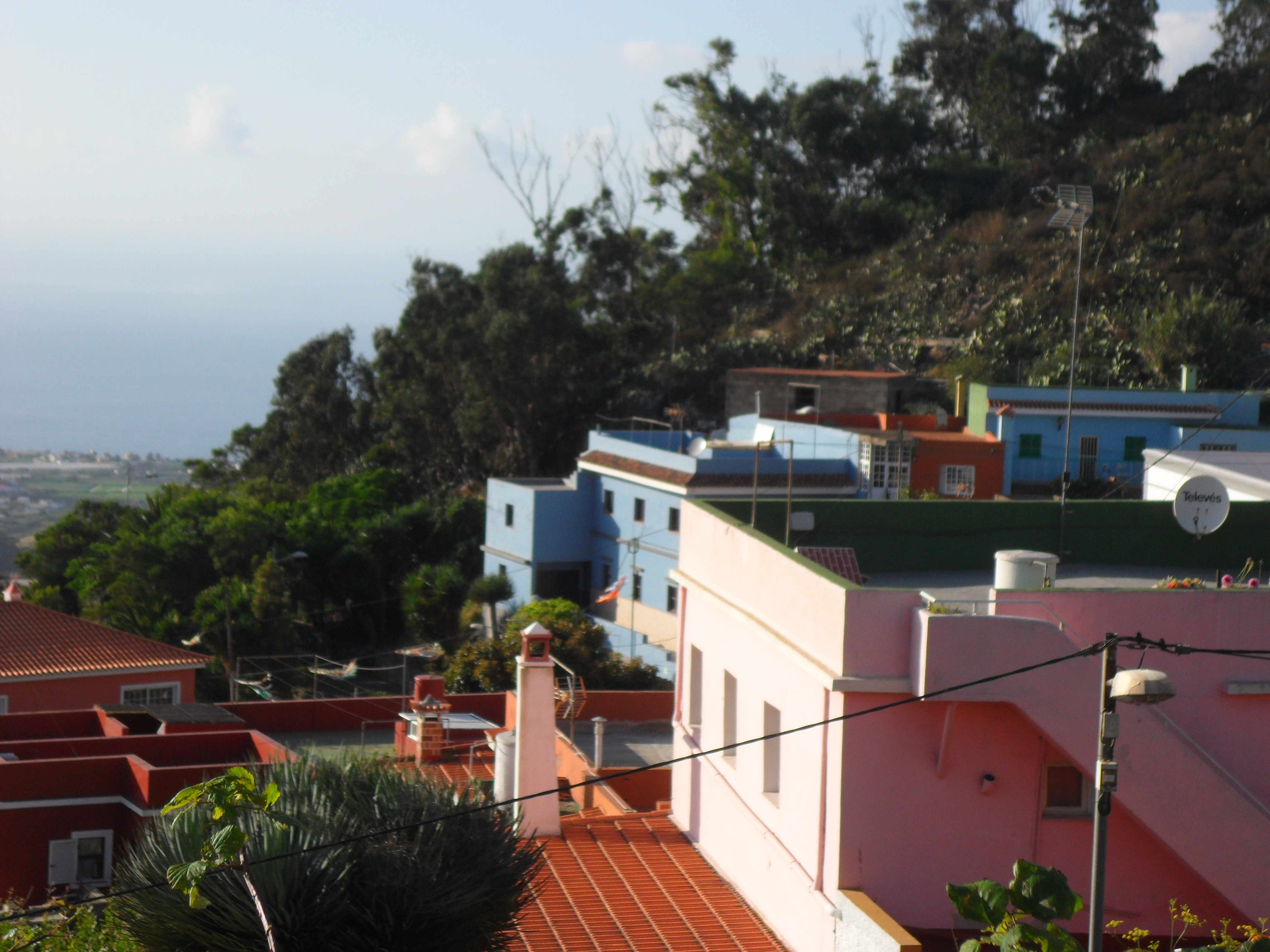
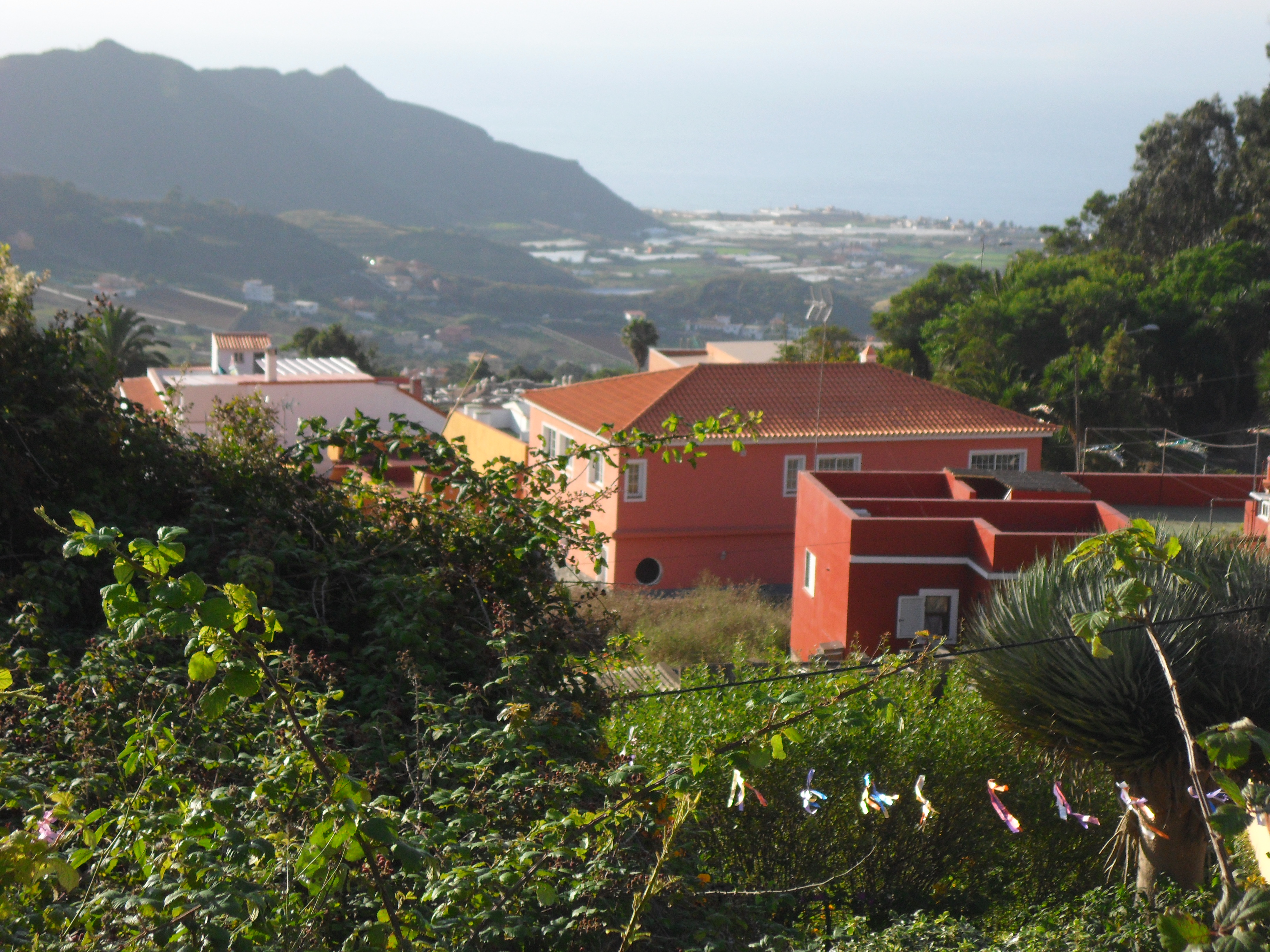